# Reformierte Kirche Würenlos

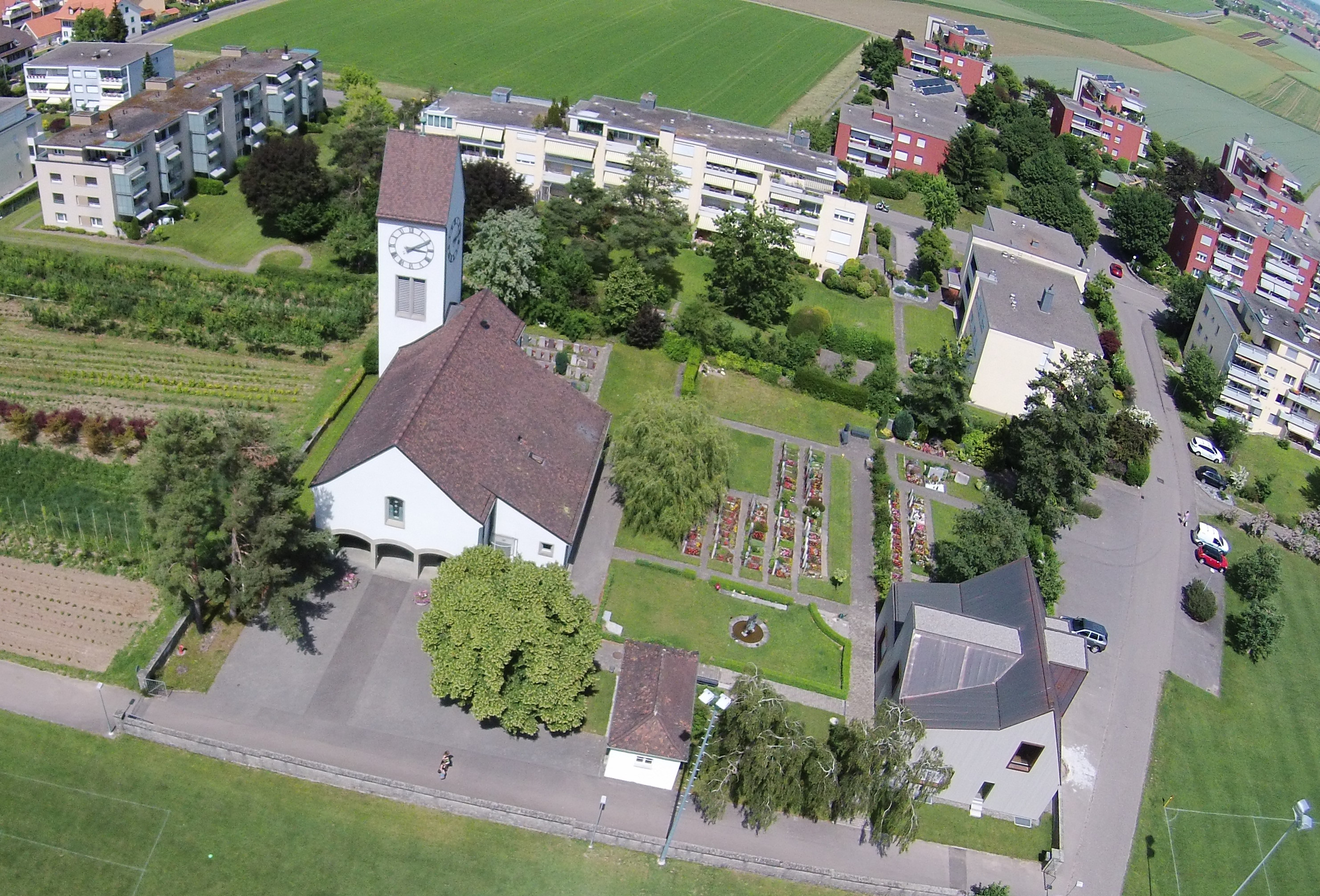
Blick auf die Kirche, den Friedhof und das Kirchgemeindehaus

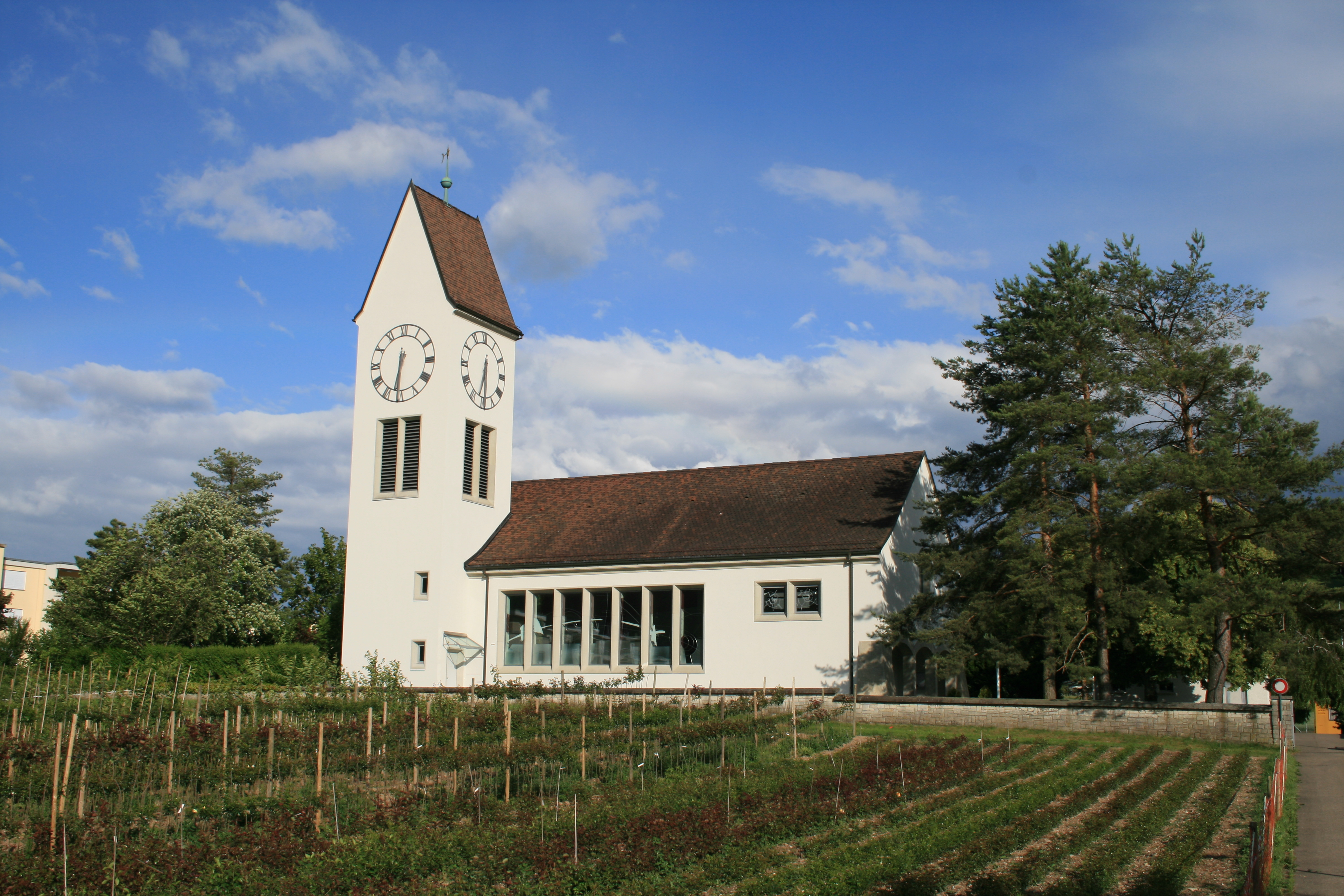
Reformierte Kirche Würenlos

Die Evangelisch-Reformierte Kirche Würenlos ist die reformierte Dorfkirche der Gemeinde Würenlos im Schweizer Kanton Aargau. Sie wurde in den Jahren 1936 und 1937 erbaut und am 6. Juni 1937 eingeweiht.

## Geschichte
Im Jahre 1529 fasste die Reformation in Würenlos Fuss. Da die katholischen Orte der alten Eidgenossenschaft nach dem katholischen Sieg im Zweiten Kappelerkrieg in Würenlos keinen reformierten Geistlichen duldeten, musste der damalige reformierte Pfarrer 1533 ins benachbarte Otelfingen flüchten. Dennoch gab es weiterhin Reformierte in Würenlos, die alle zwei Wochen Gottesdienst in der katholischen Kirche feiern durften. Im Jahr 1882 wurde auf Beschluss des Grossen Rates eine reformierte Pfarrei bzw. Kirchgemeinde in Würenlos gegründet. Den ersten reformierten Pfarrer seit der Reformation bekam Würenlos im Jahre 1886, bereits ein Jahr vorher war das Pfarrhaus gebaut worden. Die Gottesdienste fanden bis 1937 weiterhin in der alten Dorfkirche statt. Diese wurde für die katholische Kirchgemeinde zu klein, so dass die reformierte Kirchgemeinde – trotz Warnung des Kirchenrats in Aarau – ab 1935 Verhandlungen mit den Katholiken führte, um die Kirchenfrage zu klären. Das Ergebnis der Verhandlungen war, dass die katholische Kirchgemeinde die alte Kirche ganz übernahm, wofür die Reformierten 55.000 SFr erhielten.
Im Architekturwettbewerb für den Kirchenbau gewann der Entwurf von Architekt F. Locher aus Erlenbach, der eine Kirche in traditionellem Stil erbaute. Am 6. September 1936 war die Grundsteinlegung, die Einweihung wurde am 6. Juni 1937 gefeiert.
Die Kirche samt Orgel und Friedhof kostete 178'503.06 Franken, wovon aufgrund der damals hohen Arbeitslosigkeit ein Teil durch Kanton und Bund übernommen wurde.
Die Kirche wurde zwischen 1991 und 1993 einer Innen- und Aussenrenovation unterzogen, wobei sie im Innern stark modernisiert wurde. Auch die Orgel wurde ersetzt. Die Glasfenster wurden erstmals künstlerisch gestaltet, die Prinzipalien erneuert.

## Kirchenbau
Die Kirche besteht aus dem mit Satteldach versehenen Kirchenschiff, dem stark eingezogenen Chor und einigen Nebenräumen auf der Südostseite, die unter dem heruntergezogenen Satteldach des Kirchensaals Platz finden. Der Kirchturm wird von einem Käsbissendach abgeschlossen und verfügt über eine Turmuhr.
Auf der nordwestlichen Längsseite befinden sich sieben hochrechteckige, eng beieinanderliegende Fenster, die das Innere des Kirchensaals mit natürlichem Licht versorgen. Zwei weitere hohe Fenster mit Stichbogen finden sich im Chor und zwei quadratische Fenster auf der Höhe der Empore. Die Eingangsfassade im Südwesten ist geprägt von einer dreibogigen Öffnung zu einer Vorhalle und einem darüber liegenden schlichten Stichbogenfenster.
Das Innere ist mit einer flach gewölbten Decke überzogen. Über dem Eingangsbereich befindet sich eine Empore mit der Orgel, gegenüber fällt der schmale Chor auf.

## Ausstattung
Im um zwei Stufen erhöhten Chorbereich sind ein Lesepult (Ambo) als Ersatz für eine Kanzel, der Abendmahlstisch und ein Kreuz über diesem vorhanden, alle gestaltet von der Künstlerin Adelheid Hanselmann. Ferner steht dort der Taufstein von 1642, der als „reformierter“ Taufstein schon in der alten, gemeinsam mit den Katholiken genutzten Kirche stand. In vergoldeten Lettern trägt er als Umschrift ein Zitat aus dem Matthäus-Evangelium: «1642 LASSEND DIE KINDLIN ZU MIER KOMEN DEN JHRO IST DAS RICH GOTTES M 10».
Die sieben Glasfenster im Kirchenschiff wurden vom Kleinlützler Künstler Daniel Gaemperle geschaffen und wie ein einziges Bild gestaltet. Das Thema ist Jakob und die Himmelsleiter.
Die vier Glocken im Kirchturm wurden 1937 in Aarau von der Glockengiesserei H. Rüetschi gegossen und am 10. Februar 1937 in den Turm aufgezogen. Sie sind in Des, F, As und B gestimmt. Auf den Glocken finden sich Bibelverse, auf der Des-Glocke der Vers «Selig sind, die das Wort Gottes hören und bewahren», auf der F-Glocke «Danket dem Herrn, denn er ist freundlich und seine Güte währet ewiglich», auf der As-Glocke «Unsere Zeit steht in Deinen Händen» und auf der B-Glocke «Herr Gott, Du bist unsere Zuflucht für und für».
Die Orgel, die 1993 von der Firma Orgelbau Kuhn gebaut wurde, verfügt über 18 Registern auf zwei Manualen und Pedal. Sie ersetzte ein Vorgängerinstrument der Manufaktur Metzler Orgelbau aus der Erbauungszeit der Kirche.